# Jean Goulet
Jean Antoine Joseph Goulet (* 17. April 1877 in Lüttich, Belgien; † 23. September 1965 in Montreal) war ein kanadischer Geiger, Klarinettist, Dirigent und Musikpädagoge belgischer Herkunft.

## Leben und Wirken
Der Bruder des Geigers und Dirigenten Joseph-Jean Goulet studierte Musik am Konservatorium von Lüttich. Er arbeitete als Drucker und spielte daneben Geige im Opernorchester der Stadt. 1893 folgte er seinem Bruder nach Montreal und wurde Zweiter Geiger im von Guillaume Couture geleiteten Montreal Symphony Orchestra. Außerdem trat er auch im Sohmer Park unter dem Dirigenten Ernest Lavigne auf.
Von 1897 bis 1906 lebte er wieder in Belgien, dann kehrte er, nun mit Familie, wieder nach Montreal zurück, wo er im Sohmer Park Klarinette spielte und ein kleines Orchester dirigierte. Daneben leitete er bis 1914 Orchester verschiedener Theater der Stadt. 1912 gründete er den Cercle symphonique St-Pierre, den er bis 1924 leitete. Als Chorleiter wirkte er an den Kirchen St-Eusèbe-de-Verceil (1921–40), Church, St-Stanislas-de-Kostka (1930–36) und St-Lambert (seit 1936).
Im Jahr 1919 erhielt Goulet die kanadische Staatsbürgerschaft. 1920 gründete er die Association des chanteurs de Montréal die er fünfzehn Jahre lang leitete. Weiterhin dirigierte er von 1922 bis 1926 die Société canadienne d'opérette und von 1936 bis 1955 das Orchester der Variétés lyriques. Von 1914 bis 1962 unterrichtete er daneben am  Laval College in St-Vincent-de-Paul, ab 1921 wirkte er außerdem als Lehrer für Violine und Orchesterinstrumente und Leiter der Kammerensembles am Collège de Montréal und am Notre-Dame College. 1927 wurde er mit dem Ritterkreuz des Ordre de la Couronne geehrt. Sein Sohn Charles Goulet wurde als Sänger, Chorleiter und Konzertveranstalter bekannt.